# Richard Goulet
Richard Goulet, né le 23 novembre 1943 à Montréal (Canada), est directeur de recherche émérite au Centre national de la recherche scientifique (CNRS) ― « Histoire des doctrines de la fin de l'Antiquité et du haut Moyen Âge (UPR76) », Centre Jean Pépin. Ancien élève de Pierre Hadot, il est connu notamment pour la direction du monumental Dictionnaire des philosophes antiques en sept volumes, rassemblant les notices de 2 491 philosophes.

## Biographie
Richard Goulet obtient un baccalauréat ès Arts (B.A.) du Collège Sainte-Croix, alors affilié à l'Université de Montréal en 1964, une licence en théologie (L.Th.) de l'Université de Montréal en 1969, un doctorat de 3e cycle en histoire de la philosophie de l'Université de Paris I en 1974 sous la direction de Pierre Hadot, enfin un doctorat ès lettres de l'Université de Paris IV en 1987. Par ailleurs il est élève diplômé de l'École pratique des hautes études (Sciences religieuses).
Chercheur au CNRS depuis 1976, il a notamment dirigé la publication du Dictionnaire des philosophes antiques, un projet qu'il a lancé en 1981, dont le cinquième tome, en deux volumes (lettres P, Q et R), a paru en 2012,,. La publication complète en sept tomes s'étend de 1989 à 2018 et compte quelque 9300 pages.
Il dirige avec son épouse, Marie-Odile Goulet-Cazé, directeur de recherche au CNRS,, et avec Philippe Hoffmann, directeur d'études à l'École pratique des hautes études (Ve section), la collection « Textes et traditions », publiée par la Librairie philosophique J. Vrin (Paris), lancée en 2001, et qui compte peu moins d'une quarantaine de titres en 2024.
Il a aussi développé divers outils de recherche informatiques, dont AnPhil, le programme de gestion de données de l'Année philologique.

## Récompenses et distinctions
Il obtient en 1983 la Médaille d'argent du CNRS.

## Publications de Richard Goulet
N.B. La liste détaillée et mise à jour des ouvrages de Richard Goulet se trouve sur le site Web Academia à cette adresse.

### Livres
- Cléomède, Théorie élémentaire (De motu circulari corporum cælestium). Texte présenté, traduit et commenté par Richard Goulet, coll. « Histoire des doctrines de l'Antiquité classique » 3, Paris, Librairie philosophique J. Vrin, 1980, X-273 p.
- Porphyre, La Vie de Plotin. Tome I: Travaux préliminaires et Index grec complet par Luc Brisson, Marie-Odile Goulet-Cazé, Richard Goulet et Denis O'Brien, avec une préface de Jean Pépin, coll. « Histoire des doctrines de l'Antiquité classique » 6, Paris, Librairie philosophique J. Vrin, 1982, 436 p.
- La Philosophie de Moïse. Essai de reconstitution d'un commentaire philosophique préphilonien du Pentateuque, coll. « Histoire des doctrines de l'Antiquité classique » 11, Paris, Librairie philosophique J. Vrin, 1987, 622 p.
- Dictionnaire des philosophes antiques, publié sous la direction de Richard Goulet, avec une préface de Pierre Hadot, tome I: Abam(mon) à Axiothéa, Paris, CNRS Éditions, 1989, 841 p.  (édition revue et corrigée, 2018)
- Porphyre, La Vie de Plotin. Luc Brisson, Richard Goulet et al, t. II : Études d'introduction, texte grec et traduction française, commentaire, notes complémentaires, bibliographie, coll. « Histoire des doctrines de l'Antiquité classique » 16, Paris, Librairie philosophique J. Vrin, 1992, XVI-766 p.
- Le Cynisme ancien et ses prolongements. Actes du Colloque international du CNRS (Paris, 22-25 juillet 1991) publiés sous la direction de Marie-Odile Goulet-Cazé et Richard Goulet, Paris, Presses universitaires de France, 1993, XII-612 p.
- Dictionnaire des philosophes antiques, publié sous la direction de Richard Goulet, tome II : de Babélyca d'Argos à Dyscolius, Paris, CNRS-Éditions, 1994, 1021 p.  (édition revue et corrigée, 2018)
- Diogène Laërce, Vies et doctrines des philosophes illustres. Traduction française sous la direction de Marie-Odile Goulet-Cazé. Introductions, traductions et notes de Jean-François Balaudé, Luc Brisson, Jacques Brunschwig, T. Dorandi, Marie-Odile Goulet-Cazé, R. Goulet et Michel Narcy avec la collaboration de Michel Patillon, Paris, Le livre de Poche, 1999, 1400p.
- Dictionnaire des philosophes antiques, publié sous la direction de Richard Goulet, tome III : d'Eccélos à Juvénal, Paris, CNRS-Éditions, 2000, 1071 p.
- Études sur les Vies de philosophes de l'Antiquité tardive, Diogène Laërce, Porphyre de Tyr, Eunape de Sardes, coll. « Textes et traditions » 1, Paris, Vrin, 2001, 425p.
- Dictionnaire des philosophes antiques, publié sous la direction de Richard Goulet, Supplément publié par Richard Goulet avec la collaboration de Jean-Marie Flamand et Maroun Aouad, Paris, CNRS Éditions, 2003, 803p.  (édition revue et corrigée, 2018)
- Macarios de Magnésie, Le Monogénès[10]. Introduction générale, édition critique, traduction française et commentaire par Richard Goulet, coll. « Textes et traditions » 7, Paris, Librairie philosophique J. Vrin, 2003, 2 vol. de 390 p. et 454 p.
- Dictionnaire des philosophes antiques, publié sous la direction de Richard Goulet, tome IV : de Labeo à Ovidius, Paris, C.N.R.S.–Éditions, Paris 2005, 919p.  (édition revue et corrigée, 2018)
- Allégorie des poètes, allégorie des philosophes. Études sur la poétique et l'herméneutique de l'allégorie de l'Antiquité à la Réforme. Table ronde internationale de l'Institut des traditions textuelles (Fédération de recherche 33 du CNRS). Actes publiés sous la direction de Gilbert Dahan et Richard Goulet, coll. « Textes et traditions » 10, Paris, Librairie philosophique J. Vrin, 2005, 346p.
- Diogène Laërce, Vies et doctrines des Stoïciens. Introduction, traduction et notes par Richard Goulet, coll. « Classiques de la philosophie », Paris, Le Livre de poche, 2006, 189p.
- R. Goulet et U. Rudolph (.dit.). Entre Orient et Occident : La philosophie et la science gréco-romaine dans le monde arabe. Huit exposés suivis de discussions, coll. « Entretien sur l'Antiquité classique » 57, Vandœuvres-Genève, Fondation Hardt, 2011, xxxvii-406p.
- Dictionnaire des philosophes antiques, publié sous la direction de Richard Goulet, tome Va, première partie, de Paccius à Plotin, Paris, CNRS Éditions, Paris 2012.
- Dictionnaire des philosophes antiques, publié sous la direction de Richard Goulet, tome Vb, deuxième partie, de Plotina à Rutilius Rufus, Paris, CNRS Éditions, Paris 2012.
- Eunape, Vies de philosophes et de sophistes. Texte établi, traduit et annoté par Richard Goulet, Paris, Les Belles Lettres, « Coll. des Universités de France, Série grecque », n° 508,  2014, 2 col. de IV-596 p. et XX-390 p. partiellement en pagination double pour le texte et la traduction.
- Dictionnaire des philosophes antiques, publié sous la direction de Richard Goulet, tome VI, de Sabinillus à Tyrsénos, Paris, CNRS Éditions, Paris 2016.
- Dictionnaire des philosophes antiques, publié sous la direction de Richard Goulet, tome VII, D'Ulpianus à Zoticus, Paris, CNRS Éditions, Paris 2018.
- Études sur les philosophes antiques, leurs écoles, leurs bibliothèques, leurs combats, 740 p., J. Vrin, Paris, 2024  (ISBN 978-2-711-63160-5).

### Articles
- « Porphyre, Ammonius, les deux Origènes et les autres... », Revue d'histoire et de philosophie religieuses 57, 1977, p. 471-496.
- « Porphyre et la datation de Moïse », Revue de l'Histoire des Religions 192 [ndeg. 500], 1977, p. 137-164.
- « La théologie de Makarios Magnès », Mélanges de science religieuse 34, 1977, p. 45-69 [première partie]; p. 145-180 [deuxième partie].
- « La classification stoïcienne des propositions simples selon Diogène Laërce VII 69-70 », dans Les Stoïciens et leur logique (Actes du colloque de Chantilly, 1976), Paris, Librairie philosophique J. Vrin, 1978, p. 171-198. Nouvelle édition: Les stoïciens et leur logique sous la direction de J. Brunschwig. Deuxième édition revue, augmentée et mise à jour, Paris, Vrin, coll. «Bibliothèque d’Histoire de la philosophie»,  2006, p. 193-221.
- « Eunape et ses devanciers: À propos de Vitæ Sophistarum p. 5. 4-17 G. », Greek, Roman and Byzantine Studies 20, 1979, p. 161-172.
- « Sur la chronologie de la vie et des œuvres d'Eunape », Journal of Hellenic Studies 100, 1980, p. 60-72.
- « Les Vies de philosophes dans l'Antiquité tardive et leur portée mystérique », dans l'ouvrage collectif publié sous la direction de François Bovon, Les Actes apocryphes des apôtres. Christianisme et monde païen, Genève, Labor et Fides coll. « Publications de la Faculté de théologie de l'Université de Genève » 4, 1981, p. 161-208.
- « Variations romanesques sur la mélancolie de Porphyre », Hermès 110, 1982, p. 443-457.
- « Porphyre et Macaire de Magnésie », dans Studia Patristica XV [Septième Congrès International de Patristique, Oxford 1975], Berlin, Akademie-Verlag, 1984, Part I, p. 448-452.
- « Un nouveau fragment stoïcien chez Sévérien de Gabala? À propos de l'édition récente d'une de ses homélies », Les Études philosophiques, 1985, p. 251-255.
- « Index Grec », Micro-Bulletin [C.N.R.S.] 29, avril 1988, p. 6-15.
- « LEXIS. Un logiciel d'indexation et de lemmatisation automatiques des textes grecs et latins pour Macintosh », Informatique et Statistiques , Liège, 1991, p. 93-110.
- « Des Sages parmi les philosophes. Le premier livre des Vies des philosophes de Diogène Laërce », dans Marie-Odile Goulet-Cazé, Goulven Madec et Denis O'Brien (dir.), SOPHIÈS MAIÈTORES, Chercheurs de Sagesse, Mélanges Jean Pépin, Paris, Études Augustiniennes, 1992, p. 167-178.
- « Les références chez Diogène Laërce: sources ou autorités », dans Jean-Claude Fredouille, Marie-Odile Goulet-Cazé, Ph. Hoffmann, P. Petitmengin (dir.), Titres et articulations du texte dans les œuvres antiques. Actes du Colloque International de Chantilly, 13-15 décembre 1994, Paris, Institut des Études Augustiniennes, « Collection des Études Augustiniennes », Série Antiquité 152, 1997, p. 149-166.
- « À propos de Lexis et de quelques autres instruments informatiques », Mémoire vive, Bulletin de l'Association française pour l'histoire et l'informatique, 12-13, 1994/5, p. 3-15.
- (it) « A proposito di Lexis e di qualche altro strumento di informatica... », Bolletino d'Informazioni del Centro di Ricerche Informatiche per i Beni Culturali (École Normale de Pise), V 1, 1995, p. 99-117.
- « Trois cordonniers philosophes », dans M. Joyal (édit.), Studies in Plato and the Platonic tradition. Essays presented to John Whittaker, Aldershot, Ashgate, 1997, p. 119-125.
- « Histoire et mystère. Les Vies de philosophes de l'Antiquité tardive », dans La Biographie antique, Genève-Vandœuvres,  coll. « Entretiens sur l'Antiquité classique », vol. 44, 1998, p. 217-265.
- « Thalès et l'ombre des pyramides », dans M. Alganza Roldán, J.M. Camacho Rojo, P.P. Fuentes González & M. Villena Ponsoda (edd.), EPIEIKEIA. Studia Graeca in memoriam Jesús Lens Tuero = Homenaje al Profesor Jesús Lens Tuero, Granada, Athos-Pérgamos, 2000, p. 199-212.
- « Prohérésius le païen et quelques remarques sur la chronologie d'Eunape de Sardes », Antiquité tardive 8, 2000, p. 209-222.
- « Phérécyde, disciple de Pittacos ou maître de Pythagore? », dans Études sur les Vies de philosophes de l'Antiquité tardive. Diogène Laërce, Porphyre de Tyr, Eunape de Sardes, Paris, Librairie philosophique J. Vrin, coll. « Textes et traditions » 1,  2001, p. 137-144.
- « Dosithée de Cilicie », Apocrypha 14, 2003, p. 55-72.
- « Hypothèses récentes sur le traité de Porphyre Contre les Chrétiens », dans Michel Narcy et Éric Rebillard (dir.), Hellénisme et christianisme, Villeneuve d'Ascq, Presses Universitaires du Septentrion, coll. « Mythes, Imaginaires, Religions », 2004, p. 61-109.
- « Les principes stoïciens sont-ils des corps ou sont-ils incorporels? », dans Agonistes. Mélanges Denis O’Brien publiés sous la direction de Monique Dixsaut et John Dillon, Aldershot, Ashgate, 2005, p. 157-176.
- « La méthode allégorique chez les stoïciens », dans J.-B. Gourinat (dir.), Les Stoïciens, Paris, Librairie philosophique Vrin, coll. « Bibliothèque d'Histoire de la philosophie – Nouvelle série »,  2005, p. 93-119.
- « Aristarque : un logiciel d’aide à la préparation d’une édition critique », dans Caroline Macé et alii (édit.), The Evolution of texts: confronting stemmatological and genetical methods. Pisa-Roma, Istituti editoriali et poligrafici internazionali, 2006, p. 39-62.
- « La conservation et la transmission des textes philosophiques grecs », dans Cristina D’Ancona (dir.), The Libraries of the Neoplatonists, coll. « Philosophia Antiqua » 107, Leiden, Brill, 2007, p. 29-61.
- « Réflexions sur la loi scolaire de l’Empereur Julien », dans Henri Hugonnard-Roche (édit.), L’Enseignement supérieur dans les mondes antiques et médiévaux. Aspects institutionnels, juridiques et pédagogiques, Paris, Vrin, coll. « Textes et traditions » 16, 2008, p. 175-200.
- « Cinq nouveaux fragments nominaux du traité de Porphyre « Contre les Chrétiens » », Vigiliae Christianae 63, 2009, p. 140-159.